# Evropská centrální banka

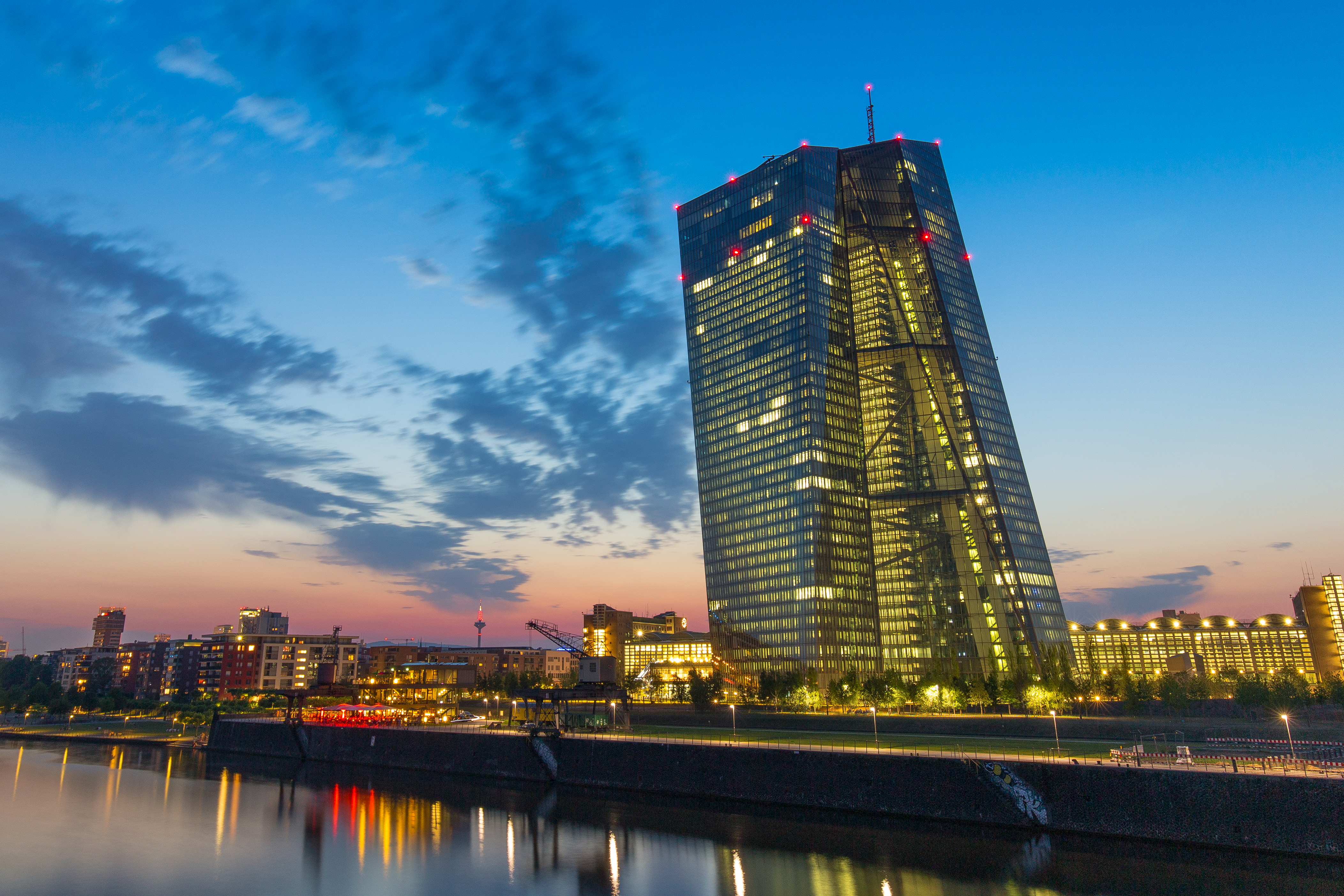
Nové sídlo ECB zachycené v noci (2015)

Evropská centrální banka (ECB) je orgán Evropské unie a centrální banka zemí eurozóny. Byla založena společně s Evropským systémem centrálních bank 1. června 1998 a jejím úkolem je udržovat stabilitu cen v zemích, které používají euro, a také řídit měnovou politiku Evropské unie. ECB sídlí v německém městě Frankfurtu nad Mohanem.
ECB provádí měnovou politiku ve dvaceti zemích Evropské unie, které jako vlastní měnu přijaly euro. Společně s národními centrálními bankami všech členských zemí EU tvoří Evropský systém centrálních bank (ESCB). Je nutno rozlišovat mezi ESCB a tzv. eurosystémem, který je tvořen ECB a národními centrálními bankami těch států, které přijaly euro. Česká národní banka je součástí ESCB od roku 2004, kdy Česko vstoupilo do Evropské unie.

## Historie

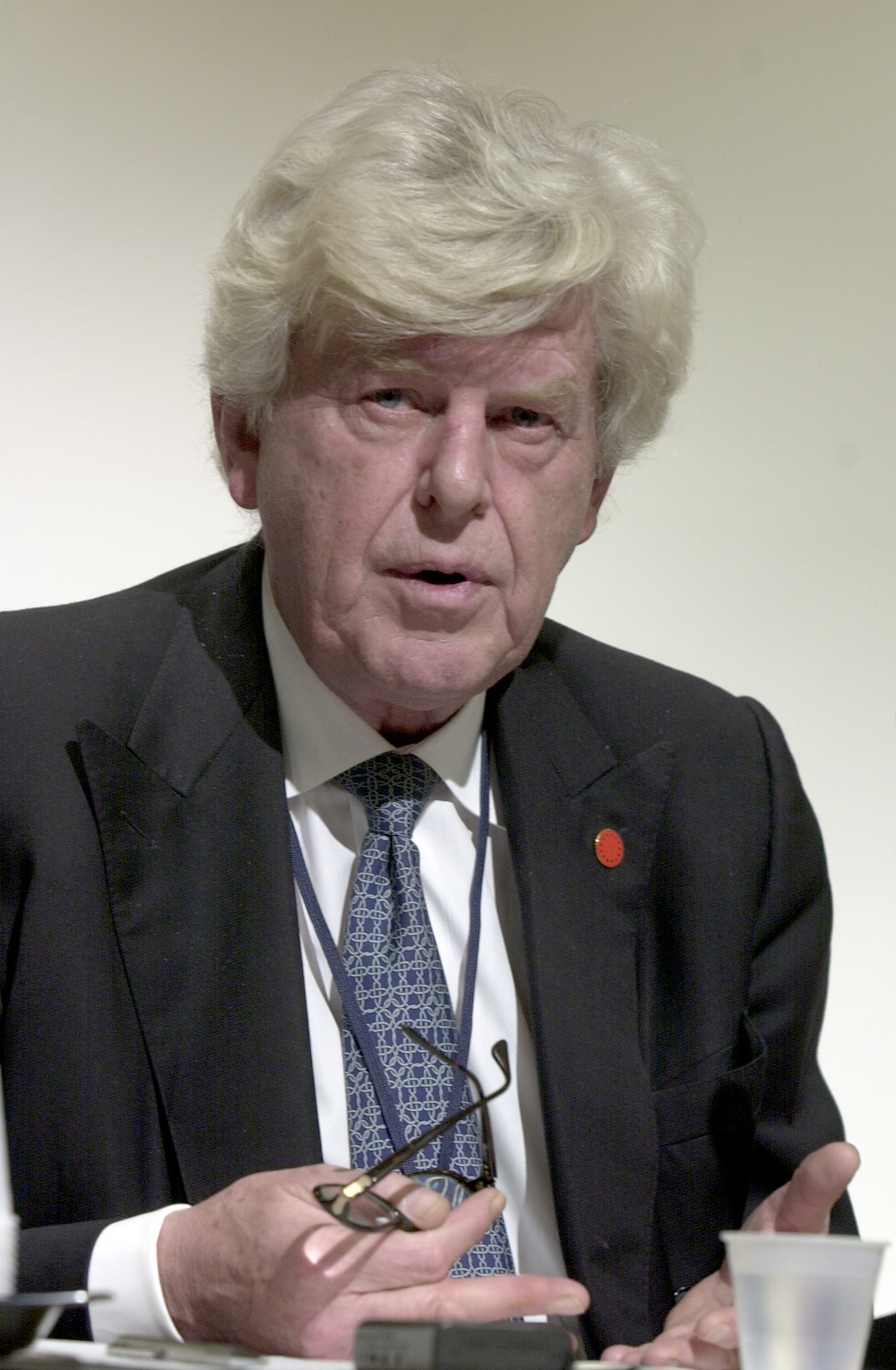
Wim Duisenberg, první prezident ECB

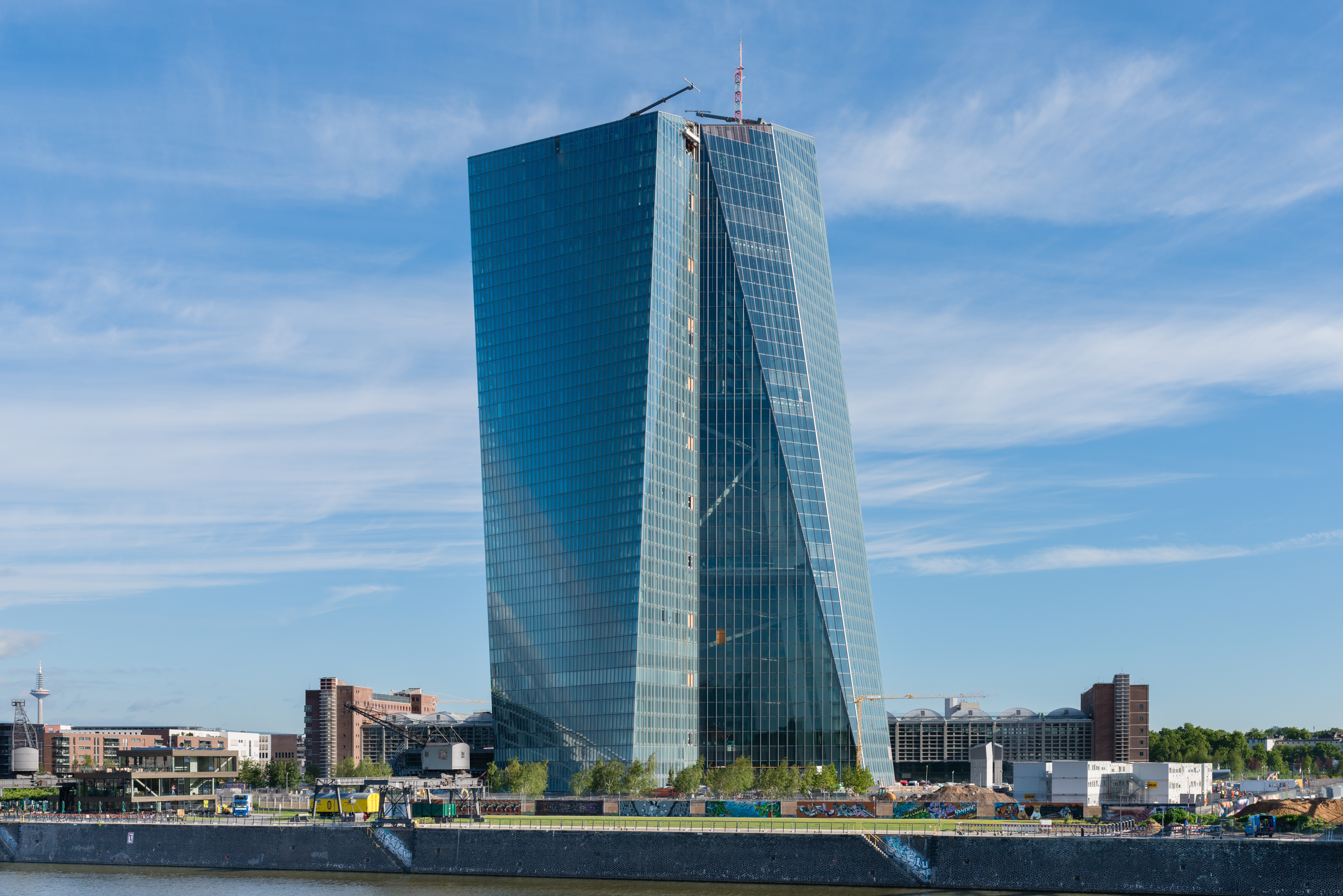
Sídlo ECB dostavěné v říjnu 2014 (na fotce stále ve výstavbě)

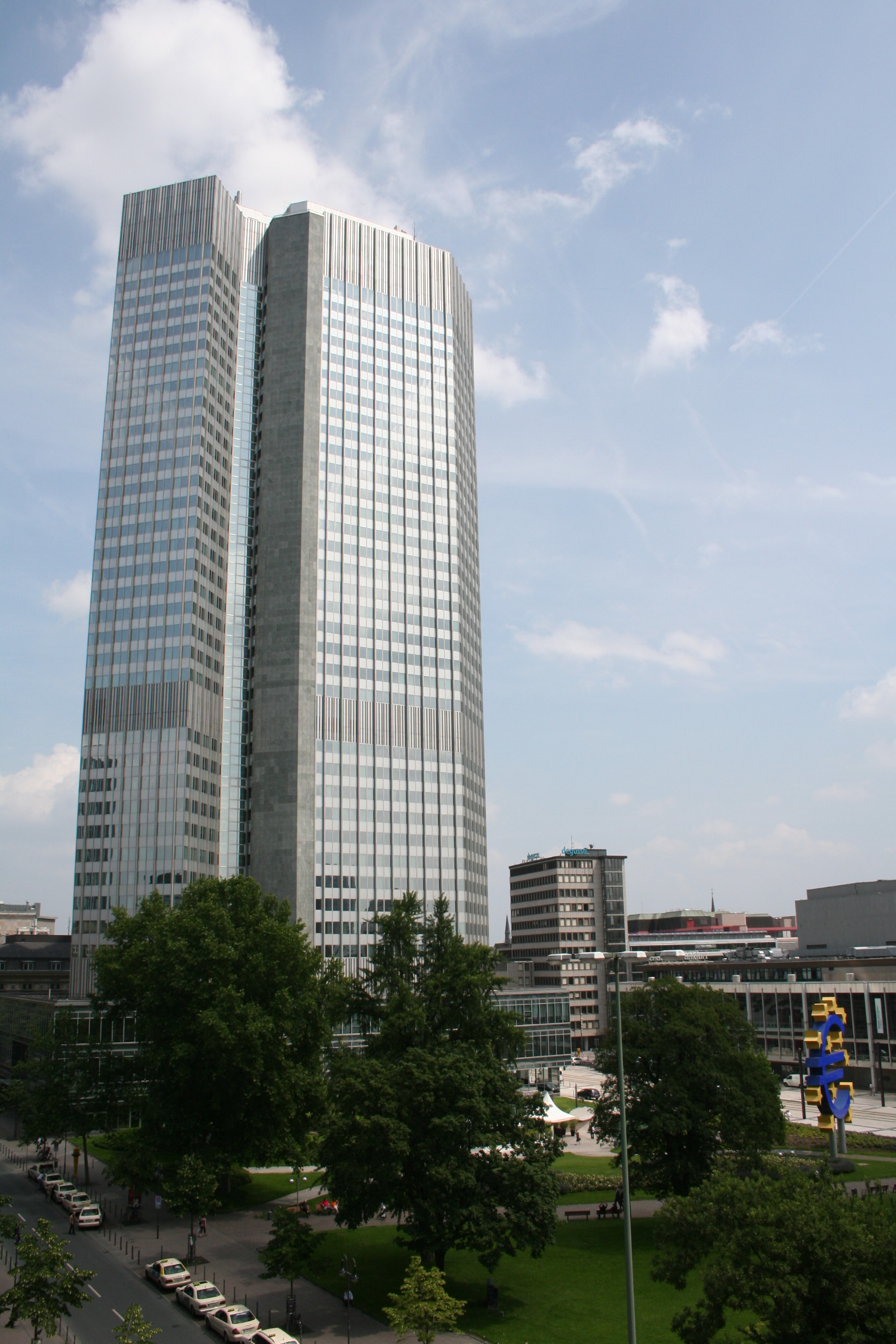
Bývalé sídlo ECB, tzv. Eurotower

Evropská centrální banka je nástupcem Evropského měnového institutu (EMI), který byl založen 1. ledna 1994, aby dohlížel na druhou etapu při vytváření Evropské měnové unie (EMU). Úkolem EMI bylo spolupracovat s centrálními bankami členských zemí EU, připravit je na přijetí eura a vytvoření Evropské centrální banky a Evropského systému centrálních bank (ESCB). 
ECB byla založena 1. června 1998 na základě Maastrichtské smlouvy a v tento den nahradila EMI. Od 1. ledna 1999 odpovídá za provádění měnové politiky v eurozóně.
Prvním prezidentem Evropské centrální banky byl Wim Duisenberg, bývalý prezident holandské centrální banky a Evropského měnového institutu. V době, kdy byl Duisenberg v čele EMI, chtěla francouzská vláda na post prvního prezidenta Evropské centrální banky Jean-Claude Tricheta, bývalého guvernéra francouzské centrální banky. S tím ovšem nesouhlasily vlády Německa, Nizozemska a Belgie. Tento spor byl vyřešen dohodou mezi zmíněnými vládami, že prvním prezidentem bude Duisenberg a jeho nástupcem se stane Trichet. V roce 2003 se tak skutečně stalo a Jean-Claude Trichet se stal druhým prezidentem ECB. 
1. listopadu 2011 nahradil Jean-Claude Tricheta v jeho funkci Mario Draghi. Současnou prezidentkou Evropské centrální banky je Christine Lagardeová (od roku 2019).
V době vzniku Evropské centrální banky měla eurozóna celkem jedenáct členů. Později se připojily další státy: Řecko v lednu 2001, Slovinsko v lednu 2007, Kypr a Malta v lednu 2008, Slovensko v lednu 2009, Estonsko v lednu 2011, Lotyšsko v lednu 2014 a Litva v lednu 2015.
Dne 1. prosince 2009 vstoupila v platnost Lisabonská smlouva a Evropská centrální banka získala dle článku 13 oficiální status orgánu Evropské unie. V listopadu 2014 změnila Evropská centrální banka budovu svého sídla. Sídlo evropské centrální banky se nachází ve Frankfurtu nad Mohanem.

## Orgány ECB
Z hlediska organizace jsou nejdůležitější tři hlavní rozhodovací orgány: rada guvernérů, výkonná rada a generální rada. Prezident ECB provádí měnovou politiku v souladu s instrukcemi a rozhodnutími Generální rady. Připravuje zasedání Generální rady a předsedá Radě guvernérů, Výkonné radě i Generální radě ECB. Prezident zastupuje ECB na evropských a mezinárodních zasedáních.

### Výkonná rada (Výkonný výbor)
Výkonná rada se zabývá běžným chodem ECB. Tvoří ji prezident, viceprezident a 4 další členové rady. Všichni členové jsou jmenování Evropskou radou na základě rozhodnutí přijatého kvalifikovanou většinou.
Členové výborů jsou vybírání z uznávaných osobností se zkušenostmi v měnové nebo bankovní oblasti. Funkční období členů je osmileté bez možnosti opakování a mohou to být pouze státní příslušníci členských zemí.
Úkolem rady je zejména řízení běžných činností ECB, příprava zasedání Rady guvernérů, provádění měnové politiky v eurozóně na základě rozhodnutí Radou guvernérů. A v neposlední řadě zodpovídá výbor také za vykonávání pravomocí, které jim svěří Rada guvernérů. Zde patří částečně také regulatorní činnost.

### Rada guvernérů (Řídící rada)
Rada guvernéru je hlavním rozhodovacím orgánem ECB. Skládá se ze všech členů Výkonné rady a guvernérů národních centrálních bank států eurozóny. Mezi úkoly rady guvernéru patří přijímání obecných zásad a rozhodnutí nezbytných pro provádění úkolů, jimiž byla ECB pověřena. Dále formulují měnovou politiku eurozóny, což zahrnuje i rozhodnutí týkající se střednědobých měnových cílů, úrokových sazeb a rezerv a výše rezerv v ESCB.
Mezi další úkoly patří také přijímání rozhodnutí souvisejících s všeobecným rámcem, v němž jsou rozhodnutí dohledu přijímána, a přijímání úplných návrhů rozhodnutí navrhovaných Radou dohledu v rámci postupu neuplatnění námitek. 
Rada guvernérů zasedá dvakrát měsíčně ve Frankfurtu nad Mohanem. Vyhodnocování vývoje hospodářské a měnové situace spolu s přijímáním měnových rozhodnutí provádí každých šest týdnů. Na ostatních zasedáních se Rada guvernérů zabývá dalšími otázkami týkajících se úkolů a činností ECB a Eurosystému. Příslušná jednání se konají odděleně za účelem oddělení úkolů ECB týkajících se měnové politiky a s nimi souvisejících úkolů ECB v oblasti dohledu. Měnová rozhodnutí se podrobněji probírají a zdůvodňují na tiskové konferenci, která se koná jednou za šest týdnů. Tiskové konferenci předsedá prezident ECB, kterému asistuje viceprezident. Kromě toho zveřejňuje ECB pravidelné záznamy ze zasedání před datem dalšího zasedání.
V Radě guvernérů má každý člen výkonné rady jeden hlas (tedy dohromady 6 hlasů), guvernéři pak mají dohromady 15 hlasů, když tato hlasovací práva rotují. Guvernéři pěti zemí, které mají největší ekonomiku a finanční sektor, kterými jsou aktuálně Německo, Francie, Španělsko a Nizozemsko, mají k dispozici 4 hlasy a ostatních 14 zemí má k dispozici 11 hlasů. Při hlasování rozhoduje prostá většina.

### Generální rada
Generální radu lze považovat za rozhodovací orgán vytvořený na přechodnou dobu. Plní úkoly převzaté od Evropského měnového institutu, které musí ECB plnit v rámci třetí etapy Hospodářské a měnové unie vzhledem k tomu, že zatím existují členské státy EU, které nezavedly euro. Generální rada bude v souladu se statutem rozpuštěna, jakmile všechny členské státy EU zavedou euro.
Skládá se z prezidenta, viceprezidenta a všech guvernérů národních centrálních bank členských zemí EU, včetně těch, kteří nevstoupili do eurozóny. Mezi funkce generální rady patří podílení se na poradních funkcích ESCB, příprava čtvrtletních a výročních zpráv ECB, týdenních konsolidovaných finančních výkazů, stanovení pracovních podmínek zaměstnanců ECB a dále se zabývá také přípravami k zafixování směnných kurzů vůči euru u takových měn, které usilují o vstup do eurozóny.
V Generální radě je tedy zastoupeno 19 států eurozóny a 9 států nacházejících se mimo eurozónu. Zasedání Generální rady se mohou účastnit také další členové Výkonné rady ECB, předseda Rady EU a jeden člen Evropské komise. Nemají však právo hlasovat.

### Rada dohledu a řídící výbor
Dalším uváděným orgánem je také rada dohledu, jejíž hlavní funkcí je projednávat, plánovat a plnit úkoly ECB týkající se dohledu. Rada je složena z předsedy, místopředsedy (vybraného z členů výkonné rady ECB), čtyř zástupců ECB a zástupců vnitrostátních orgánů dohledu. Zasedání rady dohledu probíhají dvakrát měsíčně. Činnosti Rady podporuje řídící výbor, který připravuje zasedání.

## Úkoly ECB
Úkoly Evropské centrální banky stanovuje Smlouva o fungování Evropské unie.
Mezi základní úkoly ECB patří:
- Vymezení a provádění měnové politiky eurozóny – měnovou politiku provádí prostřednictvím svých nástrojů, především pomocí operací na volném trhu, určování úrokových sazeb a povinných minimálních rezerv. Těchto nástrojů využívá, aby dosáhla svého prvořadého cíle, kterým je cenová stabilita.[10]
- Provádění devizových operací – mezi devizové operace patří devizové intervence a operace jako prodej úrokových výnosů z devizových rezerv a „obchodní transakce“.[9]
- Držba a správa oficiálních devizových rezerv zemí eurozóny (správa portfolií) – ECB spravuje devizové rezervy eurozóny a řídí nákup či prodej měn k udržení stability směnných kurzů.[11] Devizové rezervy slouží k tomu, aby ECB měla v případě potřeby dostatek likvidních prostředků pro provádění devizových operací. Portfolio devizových rezerv je složeno z amerických dolarů, japonských jenů a zvláštních práv čerpání. Složení devizových rezerv se v průběhu času mění v důsledku změn tržní hodnoty investovaných aktiv i operací ECB s devizami a zlatem.[9]
- Podpora plynulého fungování platebních systémů – platební systém slouží k převodu peněz uvnitř bankovního systému.[9]

Kromě výše uvedených základních úkolů vykonává ECB i další úkoly:
- Bankovky – ECB má výlučné právo povolovat zemím eurozóny tisknout eurobankovky.[11]
- Statistika – ECB spolu s národními centrálními bankami shromažďuje statistické informace, které potřebuje k plnění úkolů ESCB. [9]
- Finanční stabilita a dohled – provádí obezřetný dohled nad úvěrovými institucemi a stabilitou finančního systému.[9]
- Mezinárodní a evropské spolupráce – ECB udržuje pracovní vztahy s příslušnými orgány, institucemi a fóry v rámci EU i na celosvětové úrovni, v rámci plnění úkolů, které byly svěřeny Eurosystému.[9]

## Nezávislost ECB
Nezávislost Evropské centrální banky je nejen jedním ze základních principů její činnosti, ale také nezbytným předpokladem úspěšného provádění měnové politiky. Instituce ECB byla založena podle modelu německé Bundesbanky s vysokou mírou nezávislosti. Nezávislost má zabránit ovlivňování společné měnové politiky jakýmikoli vnějšími vlivy, zejména jinými orgány, ať již členských států nebo samotné EU. Nezávislost ECB, stejně jako všech ostatních centrálních bank tvořící Eurosystém, má různé formy, přičemž nejčastěji se setkáváme s nezávislostí institucionální, personální, finanční a funkční.

### Nezávislost institucionální
Uvedená forma nezávislosti znamená, že při výkonu pravomocí a plnění úkolů a povinností nesmí ECB, žádná centrální banka ani žádný člen jejich rozhodovacích orgánů vyžadovat ani přijímat pokyny od orgánů Společenství, od žádné vlády členského státu nebo od jakéhokoli jiného orgánu. Orgány a instituce Společenství a vlády členských států se zavazují zachovávat tuto zásadu a nesnažit se ovlivňovat členy rozhodovacích orgánů ECB či národních centrálních bank při plnění jejich úkolů.

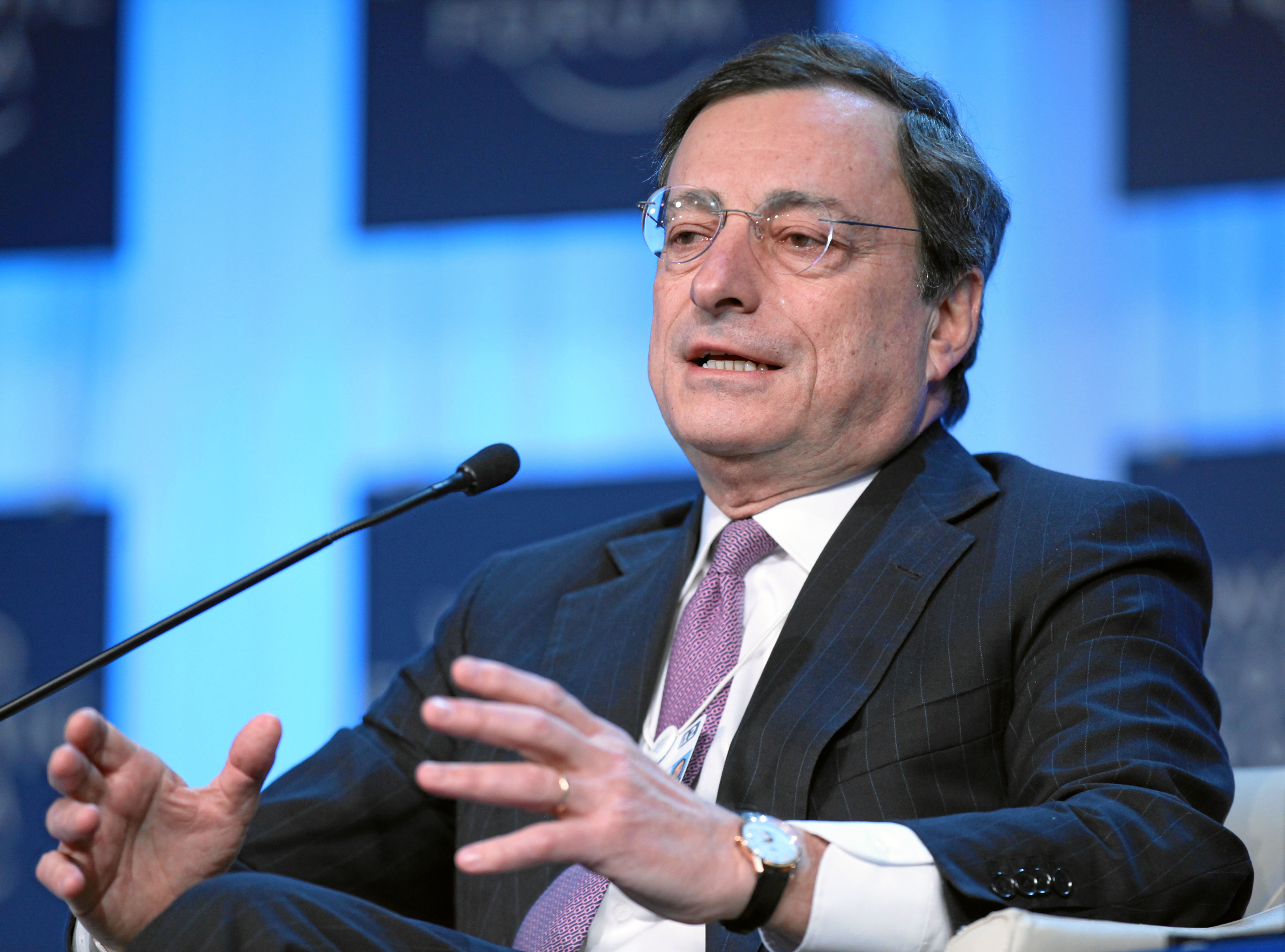
Bývalý Prezident ECB Mario Draghi

### Nezávislost personální
Tato forma nezávislosti se projevuje v délce funkčního období orgánů ECB a také národních centrálních bank. Platí, že funkční období, by se nemělo překrývat s funkčním obdobím národních vlád a orgánů Evropské unie. ECB a národní centrální banky však rozhodují o provádění měnové politiky samostatně.

### Nezávislost finanční
V rámci finanční nezávislosti by mělo být zajišťováno hned několik opatření. Jedinými upisovateli a vlastníky základního kapitál ECB jsou národní centrální banky. Národní vlády a orgány EU nesmí ovlivňovat činnost národních centrálních bank ani ECB.

### Nezávislost funkční
Tato forma nezávislosti vyjadřuje autonomní výkon základních pravomocí svěřených Evropské centrální bance. ECB disponuje veškerými nástroji a oprávněními nezbytnými k provádění účinné měnové politiky a je také oprávněna samostatně rozhodovat o tom, jakým způsobem a kdy je použije. 

## Transparentnost ECB
Transparentnost znamená, že centrální banka poskytuje veřejnosti a trhům veškeré příslušné informace o své strategii, závěrech, rozhodnutích týkajících se její politiky i o svých postupech. Tyto informace jsou poskytovány včas a otevřeným a jednoznačným způsobem.
V současnosti většina centrálních bank, včetně ECB, považuje transparentnost za významnou součást své činnosti. Platí to především pro oblast jejich měnové politiky. ECB přikládá účinné komunikaci s veřejností velký význam.

### Transparentnost měnové politiky
Transparentnost napomáhá veřejnosti porozumět měnové politice ECB. Díky lepšímu porozumění ze strany veřejnosti je tato politika hodnověrnější a účinnější. Transparentnost znamená, že ECB vysvětluje svou představu o úloze banky a je otevřená v otázce cílů své politiky.

### Důvěryhodnost
ECB vytváří prostředí důvěryhodnosti tím, že vystupuje jednoznačně v otázce svého pověření a v plnění svých úkolů. Je-li ECB vnímána jako instituce schopná a ochotná plnit úkoly vyplývající z jejího mandátu, jsou cenová očekávání dobře zakotvena. Významná je především pravidelná komunikace, pokud jde o hodnocení hospodářské situace centrální bankou. Centrální banky by rovněž měly zaujímat otevřený a realistický postoj k tomu, čeho lze prostřednictvím měnové politiky dosáhnout a zejména čeho dosáhnout nelze.

### Ukázněnost
Silná vůle k zachování transparentnosti vyžaduje od autorů politiky vnitřní ukázněnost. Jejich rozhodnutí a vysvětlení v otázkách politiky tak budou dlouhodobě konzistentní. Usnadnění veřejné kontroly nad opatřeními měnové politiky posiluje motivaci rozhodovacích orgánů k tomu, aby plnily své úlohy co možná nejlépe.

### Předvídatelnost
ECB veřejně vyhlašuje svou měnověpolitickou strategii a zveřejňuje své pravidelné hodnocení hospodářského vývoje. Díky tomu může trh lépe porozumět, jak měnová politika systematicky reaguje na hospodářský vývoj a náhlé změny. Opatření měnové politiky jsou tedy ve střednědobém výhledu pro trhy předvídatelnější a lze tak efektivněji a přesněji působit na očekávání trhů.
Pokud mohou tržní subjekty předpokládat, jak bude měnová politika reagovat, lze rychleji promítnout změny v měnové politice do finančních veličin. Tím lze pak zkrátit proces, v němž jsou opatření měnové politiky přenášena do rozhodování o investicích a spotřebě, zrychlit případné ekonomické úpravy a potenciálně zvýšit účinnost měnové politiky.

## Jazyky
Vnitřní pracovním jazykem ECB je angličtina. Oficiální dokumenty, jako jsou například výroční zprávy, jsou v úředních jazycích EU. 

## Kritika
Obecně je nezávislost centrálních bank dle některých autorů iluzorní. Zároveň se podle těchto autorů jedná o nedemokratickou instituci. Roku 2011 se stal prezidentem ECB italský ekonom, přičemž ECB krátce poté začala ekonomicky zachraňovat zadlužené jižní státy EU. Roku 2019 ECB změnila dosavadní tolerance inflace a ECB změnila její výpočet, což způsobilo kritiku některých autorů. ECB se také dle některých odklání od svých dosavadních cílů prosazováním zelené politiky. Tento odklon pak způsobuje spor s jinými centrálními bankami.